# Ixora floribunda
Ixora floribunda är en måreväxtart som först beskrevs av Achille Richard, och fick sitt nu gällande namn av August Heinrich Rudolf Grisebach. Ixora floribunda ingår i släktet Ixora och familjen måreväxter. Inga underarter finns listade i Catalogue of Life.